# Tom Coughlin
Tom Coughlin (31 de agosto de 1946 Waterloo, Nueva York) es un entrenador en jefe estadounidense de fútbol americano. Fue el entrenador de los Jacksonville Jaguars desde 1995 a 2002 llevándolos a dos apariciones en el Juego de Campeonato de la AF y de los New York Giants, del 2004 a 2015, en sucesión de Jim Fassel. 
En julio de 2016, Coughlin fue contratado como asesor principal del departamento de operaciones de fútbol de la NFL y en 2017 volvió a los Jaguares de Jacksonville (2017-2019) como vicepresidente ejecutivo de operaciones de fútbol del equipo.  
El 30 de julio de 2020, Coughlin se rompió cuatro costillas, se perforó un pulmón y necesitó puntos en la cabeza, después de sufrir un accidente de bicicleta con un compañero motociclista. En febrero de 2023, Coughlin publicó sus memorias. 

## Marca como entrenador en jefe
| Equipo        | Temporada     | Temporada regular | Temporada regular | Temporada regular | Temporada regular | Temporada regular     | Playoffs | Playoffs | Playoffs | Playoffs                                      |
| Equipo        | Temporada     | PG                | PP                | PE                | % PG              | Lugar                 | PG       | PP       | % PG     | Resultado                                     |
| ------------- | ------------- | ----------------- | ----------------- | ----------------- | ----------------- | --------------------- | -------- | -------- | -------- | --------------------------------------------- |
| JAX           | 1995          | 4                 | 12                | 0                 | .250              | 5.º en la AFC Central | -        | -        | -        | -                                             |
| JAX           | 1996          | 9                 | 7                 | 0                 | .563              | 2.º en la AFC Central | 2        | 1        | .667     | perdió el campeonato de la AFC                |
| JAX           | 1997          | 11                | 5                 | 0                 | .688              | 1.o en la AFC Central | 0        | 1        | .000     | perdió el juego de comodin de la AFC          |
| JAX           | 1998          | 11                | 5                 | 0                 | .688              | 1.o en la AFC Central | 1        | 1        | .500     | perdió en los playoffs divisionales de la AFC |
| JAX           | 1999          | 14                | 2                 | 0                 | .875              | 1.o en la AFC Central | 1        | 1        | .500     | perdió en el campeonato de la AFC             |
| JAX           | 2000          | 7                 | 9                 | 0                 | .438              | 4.º en la AFC Central | -        | -        | -        | -                                             |
| JAX           | 2001          | 6                 | 10                | 0                 | .375              | 5.º en la AFC Central | -        | -        | -        | -                                             |
| JAX           | 2002          | 6                 | 10                | 0                 | .375              | 3.to en la AFC Sur    | -        | -        | -        | -                                             |
| Total con JAX | Total con JAX | 68                | 60                | 0                 | .531              |                       | 4        | 4        | .500     |                                               |
| NYG           | 2004          | 6                 | 10                | 0                 | .375              | 4.º en la NFC Este    | -        | -        | -        | -                                             |
| NYG           | 2005          | 11                | 5                 | 0                 | .688              | 1.o en la NFC Este    | 0        | 1        | .000     | perdió el juego de comodin de la NFC          |
| NYG           | 2006          | 8                 | 8                 | 0                 | .500              | 3.o en la NFC Este    | 0        | 1        | .000     | perdió el juego de comodin de la NFC          |
| NYG           | 2007          | 10                | 6                 | 0                 | .625              | 2.º en la NFC Este    | -        | -        | -        | Ganó el Super Bowl XLII                       |
| Total con NYG | Total con NYG | 35                | 29                | 0                 | .547              |                       | 0        | 2        | .000     |                                               |
| Total         | Total         | 103               | 89                | 0                 | .536              |                       | 4        | 6        | .400     |                                               |